# Утигуры

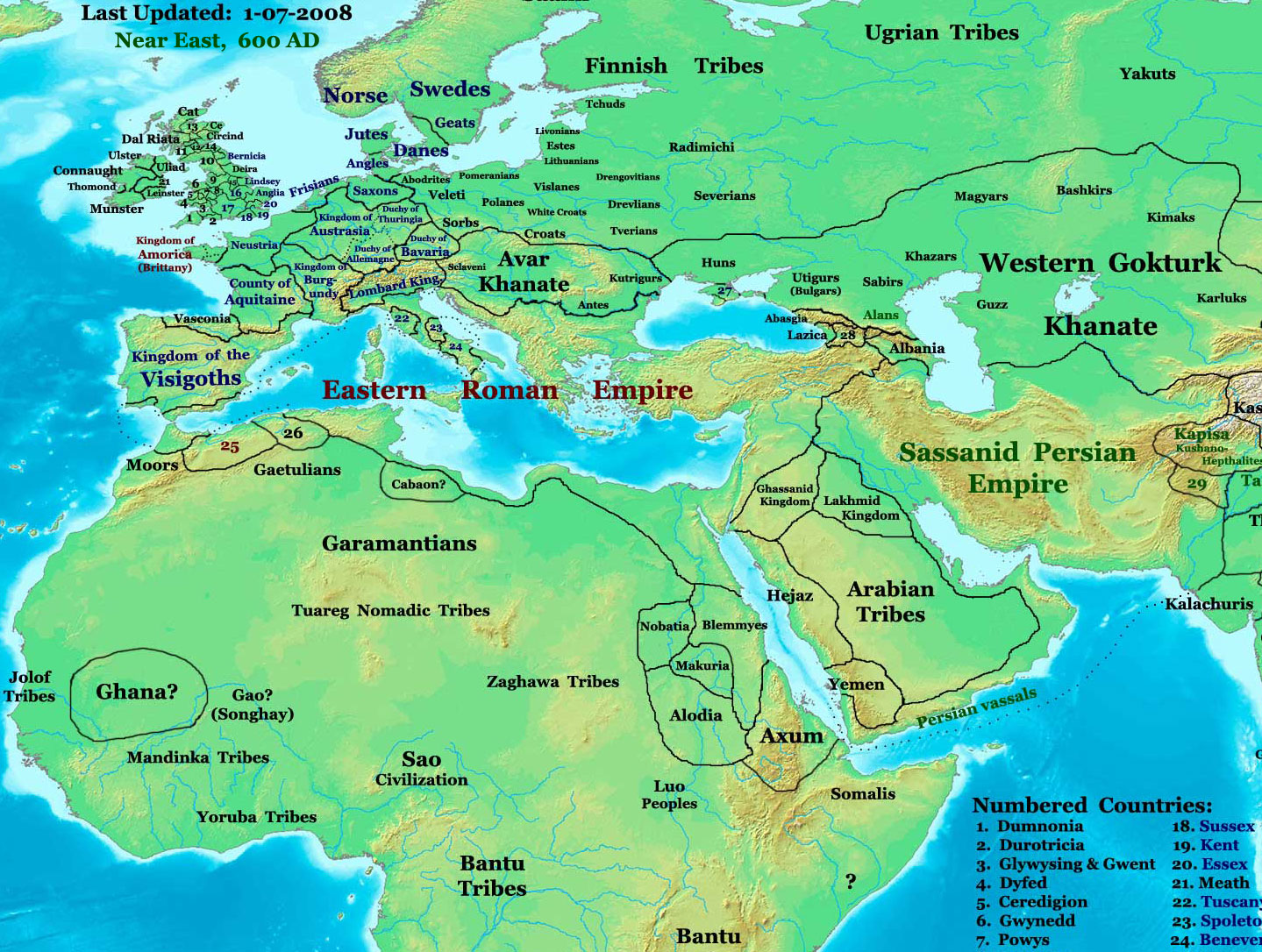
Утигуры на карте в районе Азовского моря. 600 год н. э.

Утигуры (утригуры, утургуры) — племенная группа булгар наряду с кутригурами (кутургурами) и др., кочевавшая в степях между Доном и Кубанью в V—VII веках. В течение второй половины V и начала VI века над Боспором распространялся «протекторат» гуннского племени утигуров, вернувшихся с Запада после распада Гуннского союза. В VI веке находились в состоянии войны с кутригурами (кутургурами) возглавляемые своим царем Сандилом. Впоследствии на время около 568 года они вошли в состав тюркского каганата. В 633 г. кутригуры объединились с утургурами и создали общее государство Великая Болгария. В 670 г. булгары после смерти Кубрата, потерпели поражение от хазар и утигуры во главе с Аспарухом в 679 году форсируют нижний Дунай и на отвоеванных у Византии землях (Мёзия и Фракия) основывают Первое Болгарское царство. Главное археологическое отличие утигур от кутригур, ориентация умерших в могилах головой на север в отличие от кутригур с ориентацией умерших в могилах головой на запад, а также широкое присутствие искусственной деформации черепа в отличие от кутригур, у которых данный обычай единичен.
Алексей Комар предлагает считать носителей сухановского типа утигурами. Памятники типа Суханово занимали в Северном Причерноморье ту же зону, что и памятники типа Лихачёвки — от Пруто-Днестровского междуречья до Нижней Волги.